# Charline Arthur
Charline Arthur (Henrietta, 2 september 1929 - Pocatello, 27 november 1987) was een Amerikaanse honky-tonk- en rockabilly-muzikante.

## Jeugd
Charline Highsmith werd als tweede van twaalf kinderen geboren. Toen ze vier jaar was, verhuisde de tamelijk arme familie naar Paris. De vader was priester bij de Pentacostal-kerk. Beide ouders waren hobby-muzikanten en muziek behoorde al vroeg bij Charline's leven. Ze zong in het kerkkoor en op 7-jarige leeftijd kreeg ze haar eerste gitaar, die ze zou hebben verdiend met het verzamelen van statiegeldflessen. Haar eerste song was I've Got the Boogie Blues, die ze schreef op 12-jarige leeftijd onder invloed van de muziek van de honky-tonker Ernest Tubb. Al in 1945 zong ze bij de radiozender KPLT van haar woonplaats. Op 15-jarige leeftijd verliet ze haar ouderlijk huis om mee te reizen met een medicine show. Ze zong in honky tonks en kleine clubs.

## Carrière
Drie jaar later ontmoette ze haar toekomstige echtgenoot Jack Arthur, die haar vroege carrière begeleidde en bas speelde bij haar eerste opnamen. Na een optreden in Dallas werd het label Bullet Records, waarvoor ze haar eerste single opnam, op haar opmerkzaam. In 1950 nam ze ook op voor Imperial Records.
Tijdens een korte verbintenis als zangeres en dj bij de radiozender KERB in Kermit werd kolonel Tom Parker opmerkzaam op de jonge artieste en nam haar in 1952 mee naar  Nashville om haar voor te stellen bij de firma Hill and Range Publishing Company, die haar een platencontract aanbood bij het majorlabel RCA Records. In 1955 scheen ze het te hebben gemaakt, want de invloedrijke producenten Steve Sholes en Chet Atkins produceerden haar platen. Met haar wilde, rauwe en erotische optredens, waarbij ze zowel over het podium als de versterker sprong, won ze de prijs «Best Female Singer» van het country- & western-magazine Dee Jays Choice direct achter de toenmalige country-superster Kitty Wells. Ze trad op met country- en rock-'n-roll-supersterren als Elvis Presley, Johnny Cash, Jerry Lee Lewis, Marty Robbins en Lefty Frizzell. In 1955 en 1956 behoorde ze regelmatig tot de vaste artiesten bij het Big D Jamboree van de radiozender KRLD in Dallas. Bovendien trad ze op bij de Louisiana Hayride en de Ozark Jubilee. Ze stond ook op het podium van de Grand Ole Opry.
In 1956 werden haar meningsverschillen met Chet Atkins steeds heviger, waarop RCA besloot om haar contract niet meer te verlengen. Daarop wisselde ze naar Coin Records, maar botste daar echter ook weer. Tijdens deze periode scheidde ze ook van haar echtgenoot. In 1960 zat ze financieel aan de grond en verhuisde ze naar Salt Lake City, waar de nachtclub- en labeleigenaar Ray Pellum haar een verbintenis aanbood in Chubbuck. Ze nam op voor zijn label Eldorado Records, later ook voor andere Independent-labels als Rustic Records, Wytra Records en Republic Records. In 1965 verhuisde ze naar de westkust en trok daar door kleine clubs. In 1978 ging ze weer terug naar Idaho, waar ze leefde van 335 dollar per maand, die ze ontving omdat ze wegens artritis niet meer kon werken. Een jaar voor haar dood in 1987 verscheen bij Bear Family Records een single-compilatie van haar opnamen van 1949 tot 1957, wat haar tot tranen roerde.
Pas tijdens de jaren 1990, toen de fans en ook wetenschappers zich intensief bezighielden met muzikanten, die in de country en rockabilly pionierswerk hadden geleverd, nam de interesse aan Charline Arthur weer toe en daarmee ook haar populariteit.

## Overlijden
Charline Arthur overleed in november 1987 op 58-jarige leeftijd.

## Discografie

### Compilaties
- 1986: Burn That Candle – Charline Arthur (Bear Family Records)
- ####: Calling All Rock 'N' Roll Collectors, Vol. 3b. (Cat)
- ####: Ultra Rare Hillbilly Boogie, Vol. 1c. (Chief)
- ####: Hillbilly Houn' Dawgs & Honky Tonk Angels (Detour)
- ####: The Big D Jamboree Live (Dragon Street)
- ####: Gals Of The Big D Jamboree (Dragon Street)

- Bibliothèque nationale de France: cb14048246b (data)
- Gemeinsame Normdatei: 134317076
- International Standard Name Identifier: 0000 0000 5517 0964
- Library of Congress Control Number: n96008677
- MusicBrainz: 56e471e9-e6ca-497a-9d5c-a1de9aef617e
- Virtual International Authority File: 32199914
- WorldCat: E39PBJrCcY8wF6Jv6RGQPhfg8C